# Projekt 1833 Pegas
Projekt 1833 Pegas (ryska: Пегас, (Pegas), NATO-rapporteringsnamn Berezina-klass) var Sovjetiska flottans enda underhållsfartyg med lång räckvidd och kapacitet att försörja en flotta med ett komplett utbud av bränsle, ammunition, mat, färskvatten och reservdelar.

## Historia
I slutet av 1960-talet hade sovjetiska flottan börjat inse behovet av att kunna underhålla en större slagstyrka långt bort från egna marinbaser. Tidigare hade det behovet fylls av rekvirerade civila oljetankers och torrlastfartyg, men de var långsamma, oskyddade och inte byggda för att underhålla stridsfartyg på öppet hav.
Därför utfärdade flottan 1967 en beställning på en fartygstyp som kunde förse stridsfartyg med bränsle, ammunition och livsmedel under gång i farter på 12–18 knop och fyra meter höga vågor. Projekt 1833 från varvet i Mykolajiv uppfyllde kraven och det första fartyget, Berezina, började byggas i augusti 1972 och togs i tjänst 30 december 1977.
Under perioden 1978–1991 gjorde Berezina nio långresor och tillryggalade totalt 95 000 nautiska mil. Under dessa resor besökte hon bland annat Tartus, Aden, Pireus och Varna. 1993 lades fartyget i malpåse för att slutligen skrotas 2002.

## Bilder
| Berezina kan bunkra tre fartyg samtidigt. Här hangarfartyget Kiev (om babord) en kryssare av klassen Berkut-A (om styrbord) och en jagare av klassen Projekt 61M (akter om). |  | Berezina med färskvattentankern Manytj långsides. De två helikoptrarna ombord används för att transportera personal och mindre mängder gods till andra fartyg. |
| Berezina kan bunkra tre fartyg samtidigt. Här hangarfartyget Kiev (om babord) en kryssare av klassen Berkut-A (om styrbord) och en jagare av klassen Projekt 61M (akter om). |  | Berezina med färskvattentankern Manytj långsides. De två helikoptrarna ombord används för att transportera personal och mindre mängder gods till andra fartyg. |